# Leif Hoste
Leif Hoste (født 17. juli 1977) er en belgisk tidligere landevejscykelrytter. Han er mest kendt for at have kommet på andenpladsen i Flandern Rundt tre gange: i 2004, 2006 og 2007. 